# Versettla
Versettla är ett berg i Österrike.   Det ligger i distriktet Bludenz och förbundslandet Vorarlberg, i den västra delen av landet, 500 km väster om huvudstaden Wien. Toppen på Versettla är 2 372 meter över havet.
Terrängen runt Versettla är bergig åt nordost, men åt sydväst är den kuperad. Runt Versettla är det ganska glesbefolkat, med 47 invånare per kvadratkilometer.. Närmaste större samhälle är Schruns, 12,8 km nordväst om Versettla. 
I omgivningarna runt Versettla växer i huvudsak barrskog.